# Norfos mažmena

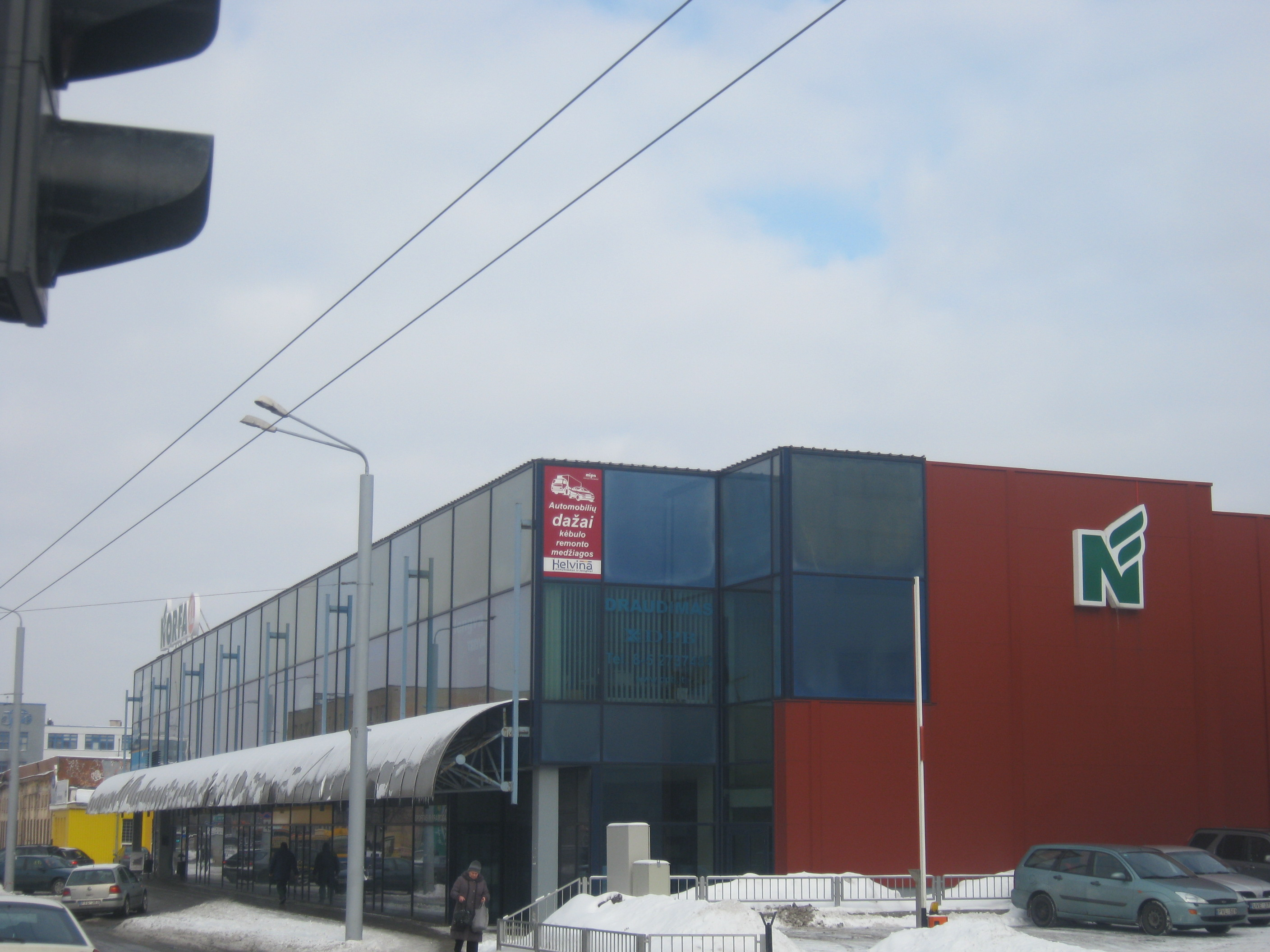
Norfa in Naujamiestis, Vilnius

Norfa ist der Name einer Einzelhandelskette in Litauen, die 1997 gegründet wurde. Der vollständige Name lautet „Norfos mažmena“, die Rechtsform ist die einer UAB.
2006 erzielte Norfa einen Umsatz von 1,38 Mrd. LTL (incl. MwSt.). 2016  gehörten 136 Supermärkte, verwaltet vom Hauptunternehmen UAB „Norfos mažmena“. Dazu kommen die industriellen Tochterunternehmen  die Molkerei „Alytaus pieninė“ und die Konservenfabrik „Rokiškio konservai“, Großhandelsunternehmen „Rivona“, früher auch die Kette (jetzt Partnerunternehmen) UAB "Norfos vaistinė". 2013  arbeiteten 4030 Beschäftigte bei  „Norfos mažmena“.